# Clinton (rivière de Nouvelle-Zélande)
Pour les articles homonymes, voir Clinton.
La rivière Clinton  (anglais : Clinton River) est un cours d’eau du district de Southland dans la région du Southland de l’Île du Sud de la Nouvelle-Zélande. 
Il y a aussi une rivière Clinton dans la région de Canterbury, qui est un affluent de la rivière Puhi Puhi.

## Géographie
La rivière Clinton coule entièrement dans le parc national de Fiordland et alimente le Lac Te Anau. Le chemin de randonnée nommé Milford Track suit la berge du Lac Te Anau et ensuite remonte le long de la branche ouest de la rivière Clinton en amont.
Le «Lac Mintaro» est un petit lac situé sur la branche Ouest de la rivière Clinton.